# Fijke Liemburg
Fijke Liemburg (Haren, 5 juli 1952 - 25 november 2006) was een Nederlands politicus voor de PvdA.
Liemburg was van 1978 tot 1994 gemeenteraadslid van zijn geboorteplaats Haren waarvan de laatste tien jaar ook wethouder. In april 2004 werd hij burgemeester van Menterwolde, maar hij legde deze functie in juni 2005 neer vanwege onvrede met de gang van zaken binnen het college van B&W en de gemeenteraad, waarin de PvdA een meerderheidspositie innam. Na harde beschuldigingen aan zijn adres rechtvaardigde Liemburg zijn aftreden in een geruchtmakend interview, dat op 25 november 2005 door RTV Noord werd uitgezonden. In dit interview beschuldigde hij de beide PvdA-wethouders, de PvdA-fractievoorzitter en de gemeentesecretaris van "onzuiver handelen" en riep hij hen op zijn voorbeeld te volgen en erug te treden.
Hij werd vervolgens mede-eigenaar van het café "De Lanteern" in Noordlaren. Daaraan kwam al snel een einde vanwege een zakelijk conflict met zijn compagnon.
Liemburg overleed onverwacht op 54-jarige leeftijd. Hij liet een vrouw en twee kinderen achter. Hij was ereburger van de gemeente Haren en Ridder in de Orde van Oranje-Nassau.